# Xilinx
Xilinx, Inc. (NASDAQ: XLNX
) és la major empresa en recerca i desenvolupament de xips coneguts com a field-programmable gate arrays (FPGA).

## Història
Va ser fundada per Ross Freeman (l'inventor de les FPGA), Bernie Vonderscmitt (pioner del concepte de companyia fabless) i Jim Barnett el 1984 i amb base a Silicon Valley. L'any següent van desenvolupar la seva primera FPGA, el model XC2064. Avui en dia, la base resideix a San José, Califòrnia, mentre que a Europa es troben en Dublín, Irlanda i l'Àsia a Singapur.

## Tecnologia
En general hi ha 3 grans tipus de dispositius electrònics: de memòria, processadors i de lògica. Els dispositius de memòria emmagatzemen informació aleatòria (arxius, fulls de càlcul ...). Els processadors executen instruccions de programari per a executar una gran varietat de tasques (executar un programa de procés de dades o un videojoc).
Els dispositius de lògica provenen funcions específiques (comunicació entre dispositius i la resta de funcions que un sistema ha d'executar). Al seu torn, existeixen 2 tipus de categories de dispositius lògics: els fixos i els programables. Xilinx està en el negoci dels dispositius de lògica programable.
Xilinx desenvolupa FPGA i CPLD que són usats en nombroses aplicacions, com telecomunicacions, automoció, productes de consum, indústria militar i altres camps. Les famílies de dispositius de Xilinx són: glue logic (CoolRunner i CoolRunner II), baix cost (Spartan) i alt rendiment (Virtex).
Les famílies Virtex-II Pro, Virtex-4 i Virtex-5 són particularment interessants per als dissenyadors de system-on-a-chip (SoC) perquè poden incloure dos nuclis de l'IBM PowerPC 405.
Xilinx també crea nuclis IP ( IP Cores ) en llenguatges HDL per permetre als dissenyadors reduir els temps de desenvolupament. Aquests nuclis van des de funcions simples com comptador és a sistemes complexos com microcontroladors, un exemple d'això últim és el microprocessador Microblaze.

## Competidors
- Actel
- Altera
- Atmel
- Cypress
- Lattice Semiconductors
- Quicklogic